# 霍尔茨布林克出版集团
霍尔茨布林克出版集团（德語：Verlagsgruppe Georg von Holtzbrinck），是德國著名的出版集團，成立於1948年，總部設於斯圖加特，擁有麥克米倫出版公司100%股權，是時代週報和自然科學期刊的發行者。

## 外部連結
- 官方网站